# Adácag járás
Adácag járás (mongol nyelven: Адаацаг сум) Mongólia Közép-Góbi tartományának egyik járása. Területe 3300 km². Népessége kb. 2900 fő.
Székhelye, Tavin (Тавин) 104 km-re fekszik Mandalgobi tartományi székhelytől.